# Kirch Rosiner See
Der Kirch Rosiner See ist ein 8,6 ha großes Gewässer in Kirch Rosin, einem Ortsteil der Gemeinde Mühl Rosin im Landkreis Rostock in Mecklenburg-Vorpommern. Er liegt auf einer Höhe von 16,3 m ü. NHN und wird vom Teuchelbach durchflossen, der in die Nebel mündet. Nach einer Sanierung (Entschlammung) in den Jahren 2004/05 beträgt seine maximale Tiefe wieder 3,65 m.